# Liste der Gerichtsbezirke in Andalusien
Dies sind die Gerichtsbezirke in Andalusien, Spanien.

## Provinz Almería

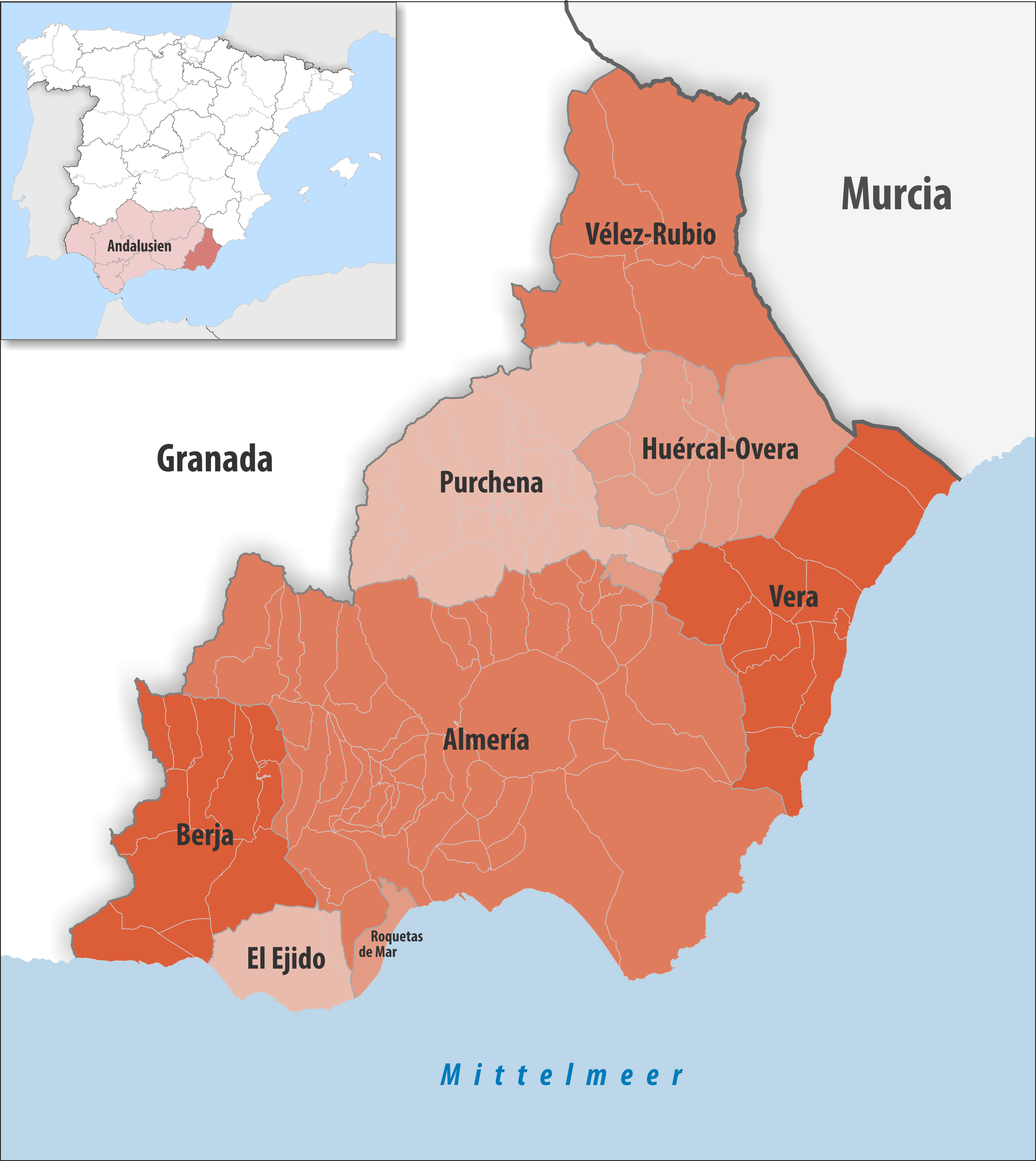
Gerichtsbezirke in der Provinz Almería

| Gerichtsbezirk  | Gemeinden | Einwohner (2024) | Fläche km² | Dichte Einw./km² | Hauptquartier   |
| --------------- | --------- | ---------------- | ---------- | ---------------- | --------------- |
| Almería         | 48        | 332.697          | 3.567,65   | 93               | Almería         |
| Berja           | 9         | 49.951           | 782,81     | 64               | Berja           |
| El Ejido        | 2         | 98.812           | 250,00     | 395              | El Ejido        |
| Huércal-Overa   | 8         | 57.638           | 894,77     | 64               | Huércal-Overa   |
| Purchena        | 21        | 28.991           | 1.148,66   | 25               | Purchena        |
| Roquetas de Mar | 1         | 109.204          | 59,65      | 1.831            | Roquetas de Mar |
| Vélez-Rubio     | 4         | 11.308           | 1.145,90   | 10               | Vélez-Rubio     |
| Vera            | 10        | 74.429           | 923,57     | 81               | Vera            |
| Provinz Almería | 103       | 763.030          | 8.773,01   | 87               | Almería         |

## Provinz Cádiz

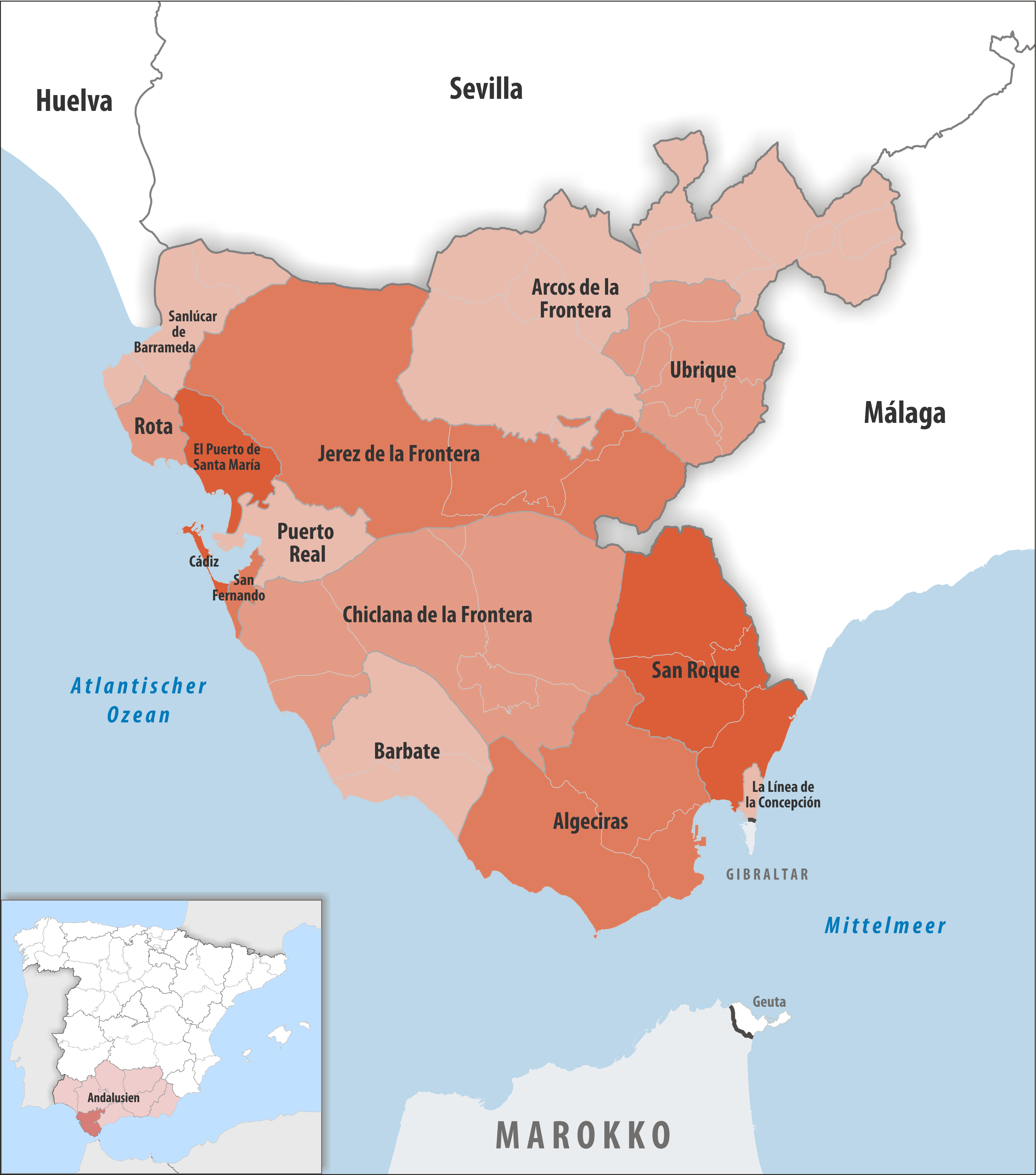
Gerichtsbezirke in der Provinz Cádiz

| Gerichtsbezirk            | Gemeinden | Einwohner (2024) | Fläche km² | Dichte Einw./km² | Hauptquartier             |
| ------------------------- | --------- | ---------------- | ---------- | ---------------- | ------------------------- |
| Algeciras                 | 3         | 168.046          | 837,84     | 201              | Algeciras                 |
| Arcos de la Frontera      | 12        | 86.222           | 1.525,41   | 57               | Arcos de la Frontera      |
| Barbate                   | 2         | 35.624           | 406,75     | 88               | Barbate                   |
| Cádiz                     | 1         | 110.914          | 12,30      | 9.017            | Cádiz                     |
| Chiclana de la Frontera   | 6         | 143.510          | 1.335,04   | 107              | Chiclana de la Frontera   |
| Jerez de la Frontera      | 2         | 218.160          | 1.411,66   | 155              | Jerez de la Frontera      |
| La Línea de la Concepción | 1         | 64.177           | 26,67      | 2.406            | La Línea de la Concepción |
| Puerto Real               | 1         | 42.151           | 195,97     | 215              | Puerto Real               |
| El Puerto de Santa María  | 1         | 89.960           | 159,09     | 565              | El Puerto de Santa María  |
| Rota                      | 1         | 29.552           | 84,19      | 351              | Rota                      |
| Sanlúcar de Barrameda     | 3         | 96.806           | 275,23     | 352              | Sanlúcar de Barrameda     |
| San Fernando              | 1         | 93.645           | 29,91      | 3.131            | San Fernando              |
| San Roque                 | 4         | 46.600           | 666,85     | 70               | San Roque                 |
| Ubrique                   | 7         | 28.924           | 472,85     | 61               | Ubrique                   |
| Provinz Cádiz             | 45        | 1.254.291        | 7.439,76   | 169              | Cádiz                     |

## Provinz Córdoba

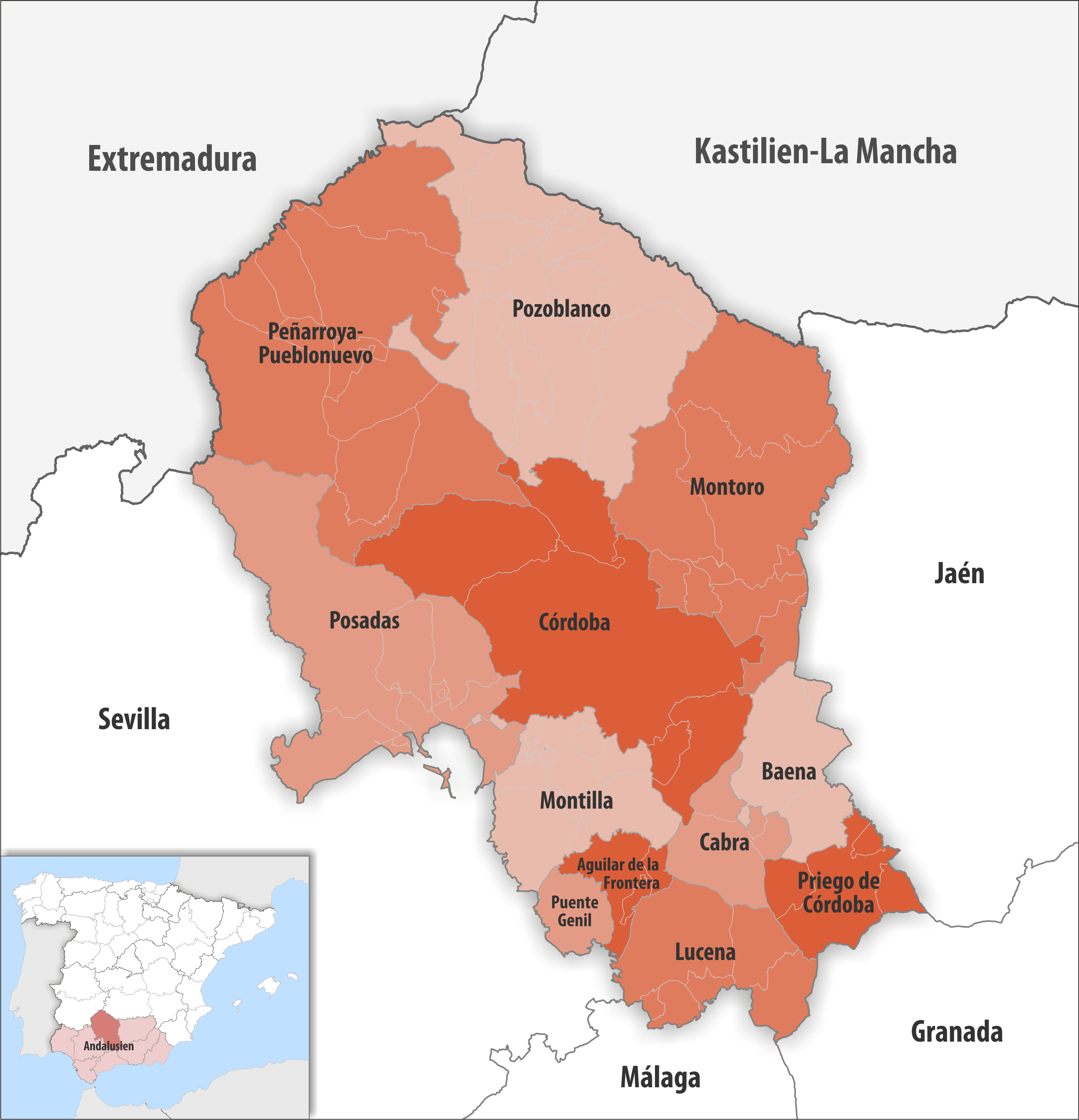
Gerichtsbezirke in der Provinz Córdoba

| Gerichtsbezirk         | Gemeinden | Einwohner (2024) | Fläche km² | Dichte Einw./km² | Hauptquartier          |
| ---------------------- | --------- | ---------------- | ---------- | ---------------- | ---------------------- |
| Aguilar de la Frontera | 3         | 18.786           | 218,14     | 86               | Aguilar de la Frontera |
| Baena                  | 3         | 22.286           | 522,13     | 43               | Baena                  |
| Cabra                  | 4         | 30.417           | 355,93     | 85               | Cabra                  |
| Córdoba                | 6         | 339.383          | 2.226,19   | 152              | Córdoba                |
| Lucena                 | 6         | 65.165           | 723,62     | 90               | Lucena                 |
| Montilla               | 9         | 56.906           | 728,96     | 78               | Montilla               |
| Montoro                | 9         | 43.393           | 1.813,04   | 24               | Montoro                |
| Peñarroya-Pueblonuevo  | 11        | 32.220           | 2.692,65   | 12               | Peñarroya-Pueblonuevo  |
| Posadas                | 8         | 67.052           | 1.668,37   | 40               | Posadas                |
| Pozoblanco             | 13        | 39.571           | 2.204,95   | 18               | Pozoblanco             |
| Priego de Córdoba      | 4         | 27.129           | 447,27     | 61               | Priego de Córdoba      |
| Puente Genil           | 1         | 29.844           | 170,76     | 175              | Puente Genil           |
| Provinz Córdoba        | 77        | 772.152          | 13.772,01  | 56               | Córdoba                |

## Provinz Granada

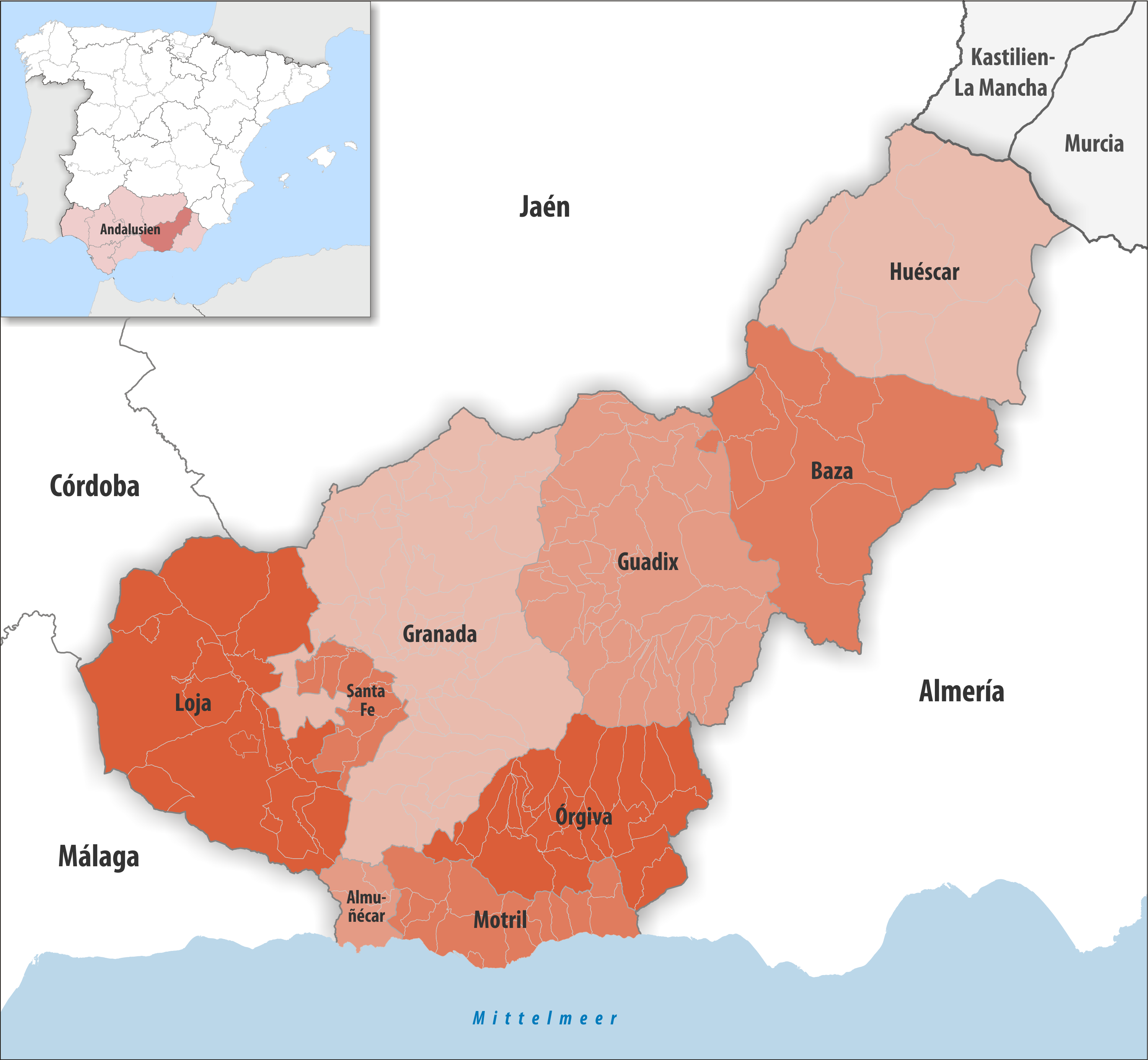
Gerichtsbezirke in der Provinz Granada

| Gerichtsbezirk  | Gemeinden | Einwohner (2024) | Fläche km² | Dichte Einw./km² | Hauptquartier |
| --------------- | --------- | ---------------- | ---------- | ---------------- | ------------- |
| Almuñécar       | 4         | 29.694           | 178,50     | 166              | Almuñécar     |
| Baza            | 8         | 37.763           | 1.731,35   | 22               | Baza          |
| Granada         | 52        | 518.168          | 2.695,76   | 192              | Granada       |
| Guadix          | 33        | 45.236           | 2.129,76   | 21               | Guadix        |
| Huéscar         | 6         | 14.957           | 1.813,08   | 8                | Huéscar       |
| Loja            | 19        | 70.208           | 1.999,42   | 35               | Loja          |
| Motril          | 14        | 99.728           | 608,31     | 164              | Motril        |
| Órgiva          | 26        | 23.992           | 1.178,15   | 20               | Órgiva        |
| Santa Fe        | 12        | 97.389           | 311,06     | 313              | Santa Fe      |
| Provinz Granada | 174       | 937.135          | 12.645,39  | 74               | Granada       |

## Provinz Huelva

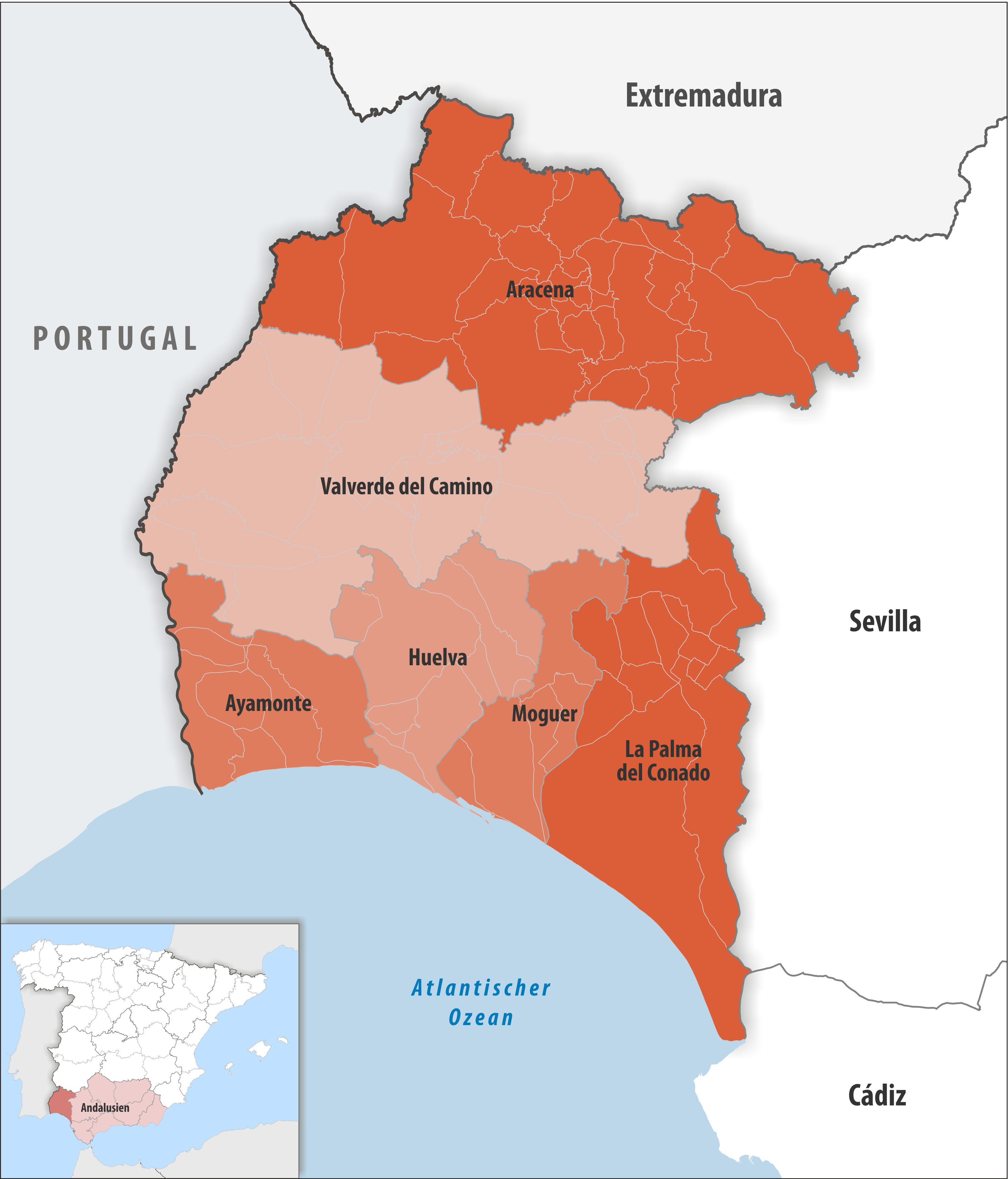
Gerichtsbezirke in der Provinz Huelva

| Gerichtsbezirk       | Gemeinden | Einwohner (2024) | Fläche km² | Dichte Einw./km² | Hauptquartier        |
| -------------------- | --------- | ---------------- | ---------- | ---------------- | -------------------- |
| Aracena              | 31        | 38.886           | 3.098,77   | 13               | Aracena              |
| Ayamonte             | 7         | 97.951           | 787,30     | 124              | Ayamonte             |
| Huelva               | 8         | 221.391          | 917,05     | 241              | Huelva               |
| Moguer               | 5         | 50.039           | 611,08     | 82               | Moguer               |
| La Palma del Condado | 11        | 77.586           | 1.829,01   | 42               | La Palma del Condado |
| Valverde del Camino  | 18        | 47.595           | 2.884,21   | 17               | Valverde del Camino  |
| Provinz Huelva       | 80        | 533.448          | 10.127,42  | 53               | Huelva               |

## Provinz Jaén

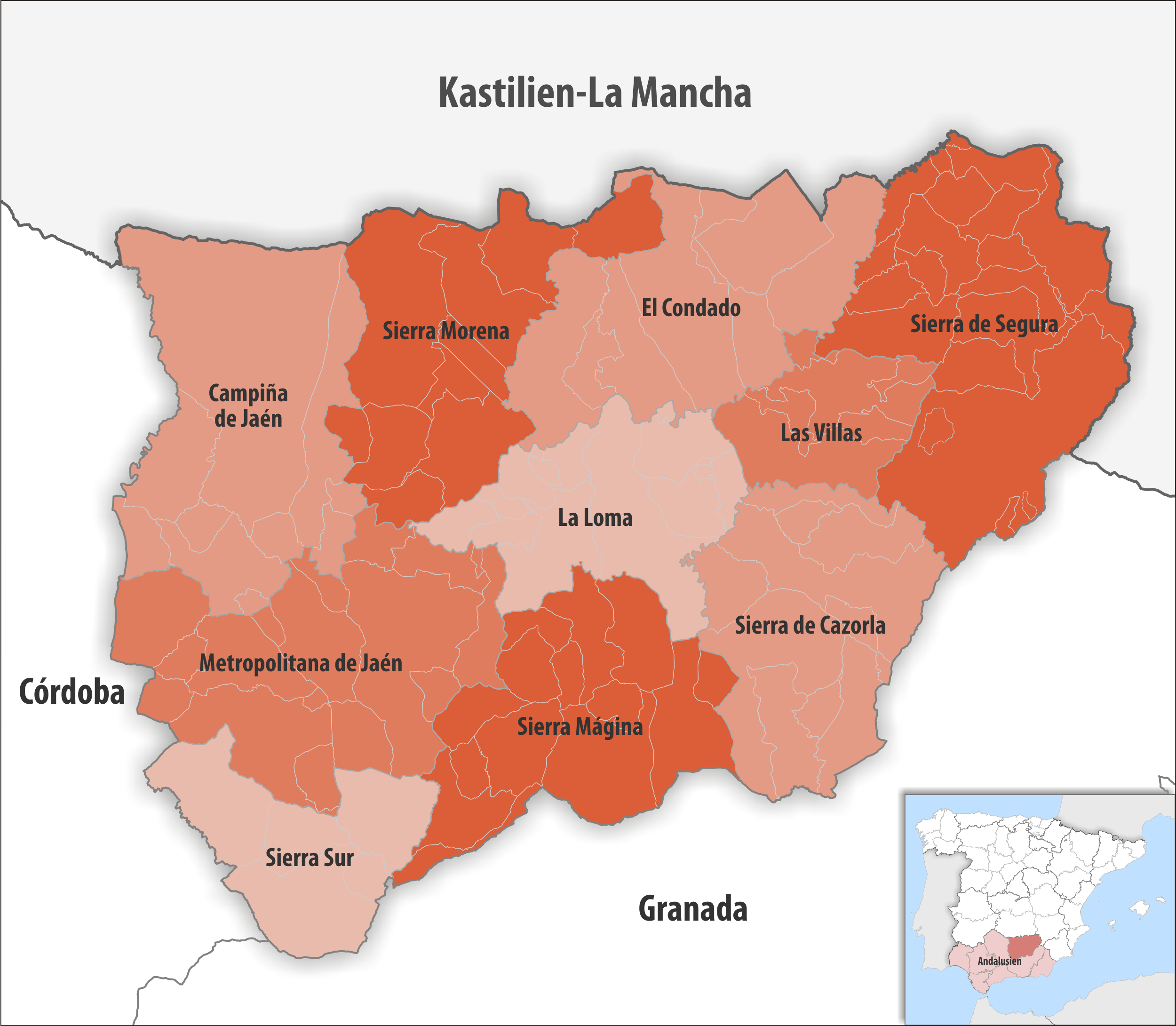
Comarcas in der Provinz Jaén

| Gerichtsbezirk | Gemeinden | Einwohner (2024) | Fläche km² | Dichte Einw./km² | Hauptquartier  |
| -------------- | --------- | ---------------- | ---------- | ---------------- | -------------- |
| Alcalá la Real | 4         | 37.215           | 641,09     | 58               | Alcalá la Real |
| Andújar        | 8         | 60.010           | 1.678,40   | 36               | Andújar        |
| Baeza          | 4         | 22.194           | 315,89     | 70               | Baeza          |
| La Carolina    | 9         | 32.207           | 1.529,54   | 21               | La Carolina    |
| Cazorla        | 10        | 30.254           | 1.376,18   | 22               | Cazorla        |
| Jaén           | 23        | 194.236          | 2.456,50   | 79               | Jaén           |
| Linares        | 4         | 76.888           | 448,51     | 171              | Linares        |
| Martos         | 8         | 52.077           | 761,25     | 68               | Martos         |
| Úbeda          | 6         | 61.101           | 816,83     | 75               | Úbeda          |
| Villacarrillo  | 21        | 52.496           | 3.461,85   | 15               | Villacarrillo  |
| Provinz Jaén   | 97        | 618.678          | 13.486,04  | 46               | Jaén           |

## Provinz Málaga

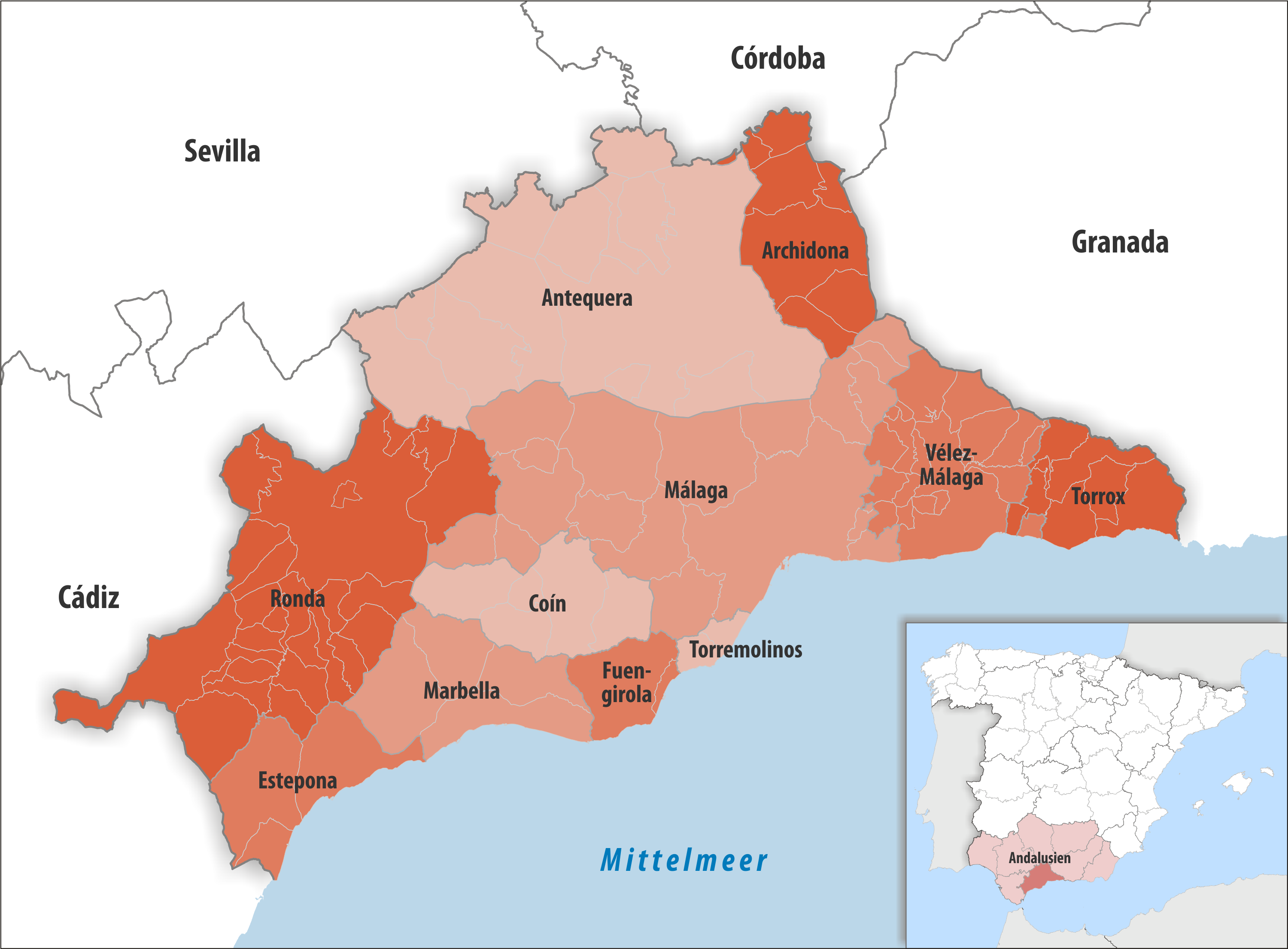
Gerichtsbezirke in der Provinz Málaga

| Gerichtsbezirk | Gemeinden | Einwohner (2024) | Fläche km² | Dichte Einw./km² | Hauptquartier |
| -------------- | --------- | ---------------- | ---------- | ---------------- | ------------- |
| Antequera      | 12        | 83.709           | 1.717,66   | 49               | Antequera     |
| Archidona      | 7         | 27.285           | 435,21     | 63               | Archidona     |
| Coín           | 5         | 61.280           | 375,02     | 163              | Coín          |
| Estepona       | 3         | 104.998          | 335,29     | 313              | Estepona      |
| Fuengirola     | 2         | 179.161          | 159,04     | 1.127            | Fuengirola    |
| Málaga         | 18        | 768.376          | 1.576,41   | 487              | Málaga        |
| Marbella       | 4         | 174.381          | 447,54     | 390              | Marbella      |
| Ronda          | 25        | 54.798           | 1.388,50   | 39               | Ronda         |
| Torremolinos   | 2         | 148.587          | 46,82      | 3.174            | Torremolinos  |
| Torrox         | 8         | 60.580           | 295,97     | 205              | Torrox        |
| Vélez-Málaga   | 17        | 109.981          | 530,27     | 207              | Vélez-Málaga  |
| Provinz Málaga | 103       | 1.773.136        | 7.307,73   | 243              | Málaga        |

## Provinz Sevilla

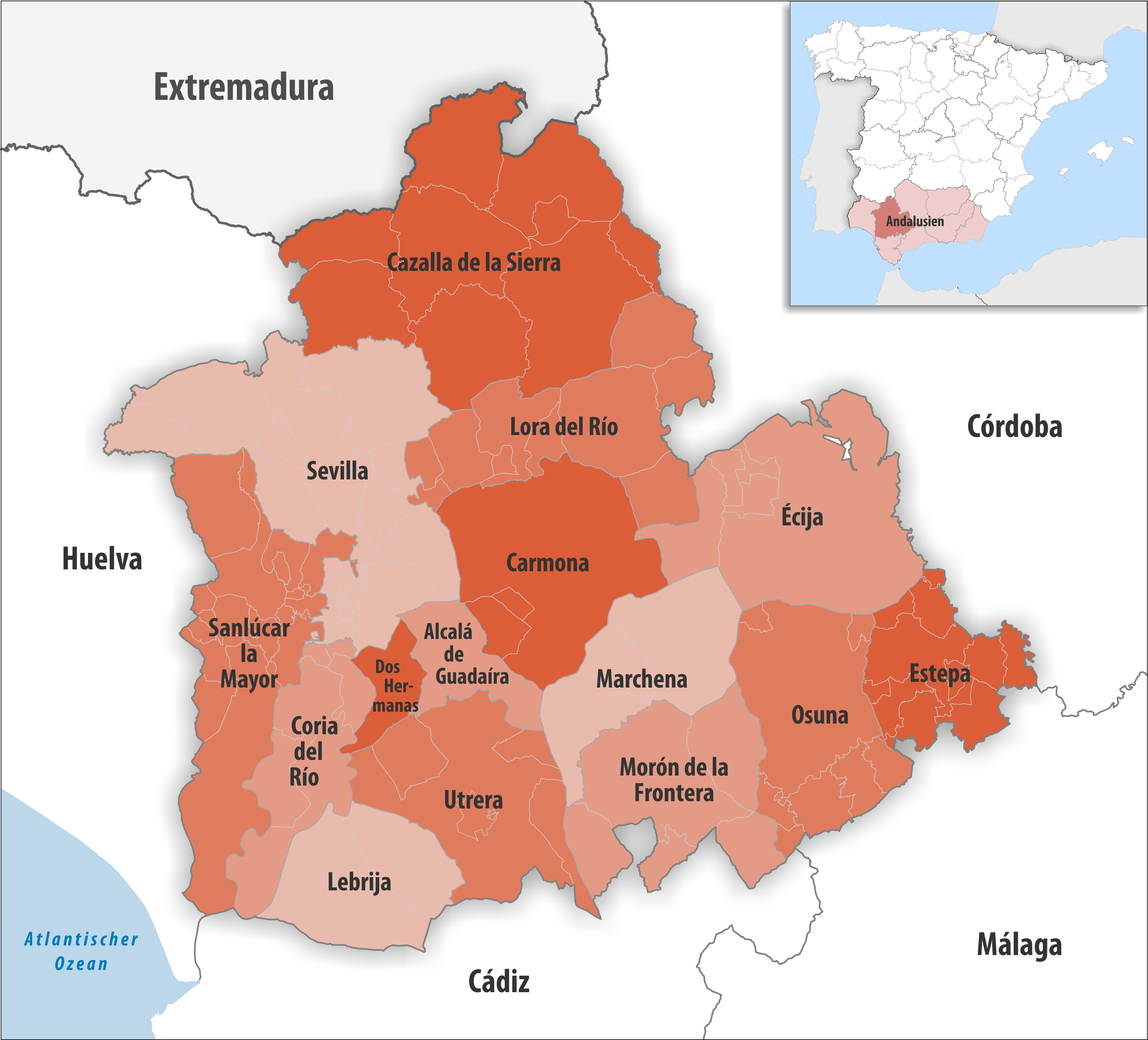
Gerichtsbezirke in der Provinz Sevilla

| Gerichtsbezirk       | Gemeinden | Einwohner (2024) | Fläche km² | Dichte Einw./km² | Hauptquartier        |
| -------------------- | --------- | ---------------- | ---------- | ---------------- | -------------------- |
| Alcalá de Guadaíra   | 1         | 76.922           | 284,93     | 270              | Alcalá de Guadaíra   |
| Carmona              | 3         | 73.419           | 1.012,21   | 73               | Carmona              |
| Cazalla de la Sierra | 9         | 24.546           | 2.229,09   | 11               | Cazalla de la Sierra |
| Coria del Río        | 5         | 64.677           | 578,88     | 112              | Coria del Río        |
| Dos Hermanas         | 1         | 140.430          | 159,80     | 879              | Dos Hermanas         |
| Écija                | 4         | 54.783           | 1.197,79   | 46               | Écija                |
| Estepa               | 10        | 45.753           | 589,09     | 78               | Estepa               |
| Lebrija              | 3         | 52.871           | 635,34     | 83               | Lebrija              |
| Lora del Río         | 10        | 79.008           | 1.043,50   | 76               | Lora del Río         |
| Marchena             | 3         | 45.578           | 689,68     | 66               | Marchena             |
| Morón de la Frontera | 5         | 48.765           | 890,17     | 55               | Morón de la Frontera |
| Osuna                | 8         | 37.594           | 894,91     | 42               | Osuna                |
| Sanlúcar la Mayor    | 16        | 120.441          | 1.216,84   | 99               | Sanlúcar la Mayor    |
| Sevilla              | 23        | 1.004.317        | 1.685,60   | 596              | Sevilla              |
| Utrera               | 5         | 101.569          | 928,30     | 109              | Utrera               |
| Provinz Sevilla      | 106       | 1.967.746        | 14.036,13  | 140              | Sevilla              |